# 李宽端
李宽端（1963年10月—），男，汉族，山东青岛人。1985年7月参加工作，1985年7月加入中国共产党。中华人民共和国政治人物、第十三届全国人民代表大会山东地区代表。2004年6月至2005年10月，在南开大学学习，获得高级管理人员工商管理硕士学位。
2001年9月，任中共即墨市委常委、副市长 。2002年12月，任即墨市代市长。2003年1月，当选市长。2006年12月，任中共商河县委书记。2011年6月，任济南市人民政府副市长。
2017年1月，任中共潍坊市委副书记、代市长。2017年2月，当选市长。2018年5月，任中共东营市委书记。2018年2月24日，当选为第十三届全国人大代表。